# Anna z Foix a Candale
Anna z Foix a Candale (1484 – 26. července 1506, Budín) byla uherská, chorvatská a česká královna, třetí manželka Vladislava Jagellonského.

## Život Anny z Foix a Candale

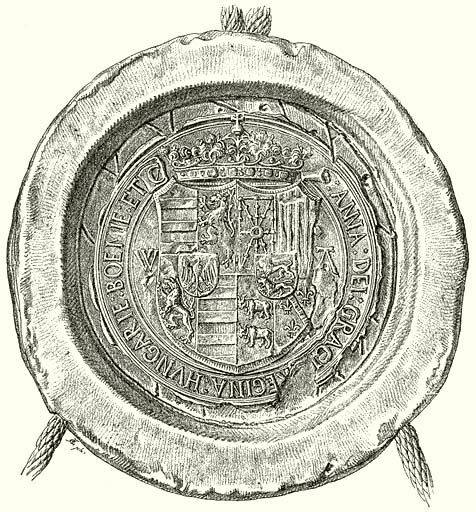
Annina pečeť

### Původ
Anna pocházela z jižní Francie, byla dcerou hraběte Gastona II. z Foix-Candale a Kateřiny z Foix. Rodiče byli bratranec a sestřenice. Anna byla jen vzdáleně příbuzná s francouzskou královskou dynastií Valois, vzhledem k dlouholeté vazbě hrabství Foix na Anglii a pyrenejské sousedy měla i anglické a aragonské předky. Hrabství z Foix bylo v té době známé válkami proti albigenským, náboženské skupině označované za kacíře. Je tedy historickým paradoxem, že Anna pocházející ze starobylého rodu bojujícího proti kacířům se vdala za panovníka, kterého nazývali králem kacířů.
Rodiče jí brzy zemřeli. Zpočátku byla vychovávána na dvoře svého děda - hraběte z Foix. Poté odešla na francouzský královský dvůr, kde se jí ujala její sestřenice královna Anna, manželka francouzského krále Karla VIII. Anna z Foix zde dostala velmi dobré vzdělání.

### Sňatek
Anna se ve svých dvaceti letech stala předmětem sňatkové politiky. Její sňatek s uherským a českým králem Vladislavem, který byl o více než dvacet let starší než ona, byl důsledkem politického sblížení Jagellonců s francouzským králem Ludvíkem XII., které bylo namířeno proti expanzi Osmanské říše a rozpínavosti Habsburků ve Střední Evropě.
Sňatková smlouva byla podepsána 23. března 1502 a o dva měsíce později Anna zamířila do Uher. Svatební průvod se vydal jižní Francií a severní Itálií do Benátek, kde na Annu čekala delegace uherských šlechticů. Čeští šlechtici ke své nevoli v doprovodu Anny chyběli, neboť nebyli Vladislavem přizváni. Petr z Rožmberka si u panovníka stěžoval, ale ten upřednostňoval Uhry, kde již dvanáct let žil a do Čech zavítal jen sporadicky.
Anna byla ještě před svým sňatkem 6. října 1502 korunována uherskou královnou dne 29. září 1502 ve Stoličném Bělehradě. Českou královnou korunována nebyla. Jako věrná katolička měla totiž hluboké předsudky vůči kacířským kališníkům, a proto do Českého království nikdy nevstoupila.

### Manželství
Manželství Anny a Vladislava bylo velmi šťastné. Téměř padesátiletý Vladislav se do své mladé ženy zamiloval, dokonce zpočátku dával přednost své ženě před vladařskými povinnostmi. Zahrnoval jí láskou a dárky, ona mu to opětovala úctou a něhou. Anna však byla nejenom krásná, ale i politicky zdatná. Snažila se manželovi všemožně pomáhat a často se jí podařilo zlomit jeho vladařskou nerozhodnost a ostýchavost. Stala se jeho poradkyní a snažila se jej chránit před vypočítavostí uherské šlechty.  
Dne 23. července 1503 porodila královna Anna svému choti jeho prvního toužebně očekávaného potomka, dceru Annu. To pomohlo uvolnit v té době již velmi napjaté vztahy mezi budínským královským dvorem a římským králem Maxmiliánem I., který Vladislavovi okamžitě nabídl sňatek Anny s některým ze svých vnuků. Návrh na dynastické spojení našel u krále Vladislava příznivý ohlas. Po jeho vážném onemocnění se však zdálo, že tento krok sotva půjde prosadit mírovou cestou, neboť tzv. uherská „národní“ strana nechtěla připustit, aby se někdy opět stal panovníkem v Uhrách cizinec. Přesto Maxmilián požádal již v polovině roku 1504 o princezninu ruku a Vladislav s ním začal navzdory odporu uherské šlechty vyjednávat. Silnou podporu našel u královny Anny a její dcera Anna si později Ferdinanda Habsburského skutečně vzala.
Dne 1. července 1506 porodila královna druhé dítě, syna Ludvíka. Král Vladislav měl konečně mužského dědice. Přestože byl chlapec velmi slabý, udržel se při životě a stal se následníkem Vladislava II. Jagellonského.

### Úmrtí královny
Králova milovaná choť zaplatila synovo narození vlastním životem. Zemřela 26. července 1506 několik týdnů po porodu v Budíně. Byla velkou milovnicí Benátek, kde strávila několik týdnů před sňatkem. Měla ráda i Uhry, kde žila se svým mužem, ale do Čech nikdy nezavítala. Je tak paradoxem dějin, že její portrét zdobí jedno z nejposvátnějších míst českého národa Svatováclavskou kapli v pražské katedrále svatého Víta.

## Předchozí manželství Vladislava Jagellonského
Anna byla třetí manželkou Vladislava Jagellonského. Jeho předchozí manželství byla poněkud netradiční a on se je snažil zrušit již od jejich počátku.
Roku 1476 uzavřel dvacetiletý Vladislav sňatek per procurationem (v zastoupení, jak velela dobová zvyklost) v Ansbachu s Barborou Braniborskou, ovdovělou dvanáctiletou hlohovskou kněžnou, jež byla dcerou braniborského kurfiřta Albrechta III. Achilla z rodu Hohenzollernů. Vladislav však svoji první choť nikdy nepřevzal, aby ji uvedl do Prahy. Vinu na tom měl zřejmě uherský král Matyáš Korvín. Roku 1476 se zmocnil slezských knížectví a s Hlohovskem, jež zdědila Barbora po svém prvním, zesnulém choti a měla jej přinést věnem českému králi, naložil jako s odumřelým lénem. Český král začal usilovat o rozvod, ale papežská kurie, stranící Korvínovi, ho celá léta nevyslyšela.
Roku 1490 se Vladislav stal uherským králem a pod nátlakem se oženil s Beatricí Neapolskou, dcerou neapolského krále Ferdinanda I. Ferrante a bezdětnou vdovou po Matyáši Korvínovi. V době jejího sňatku s Vladislavem bylo zřejmé, že toto manželství zůstane bezdětné. Vzhledem k tomu, že Vladislavovo manželství s Barborou Braniborskou nebylo zrušeno, byl tento sňatek v podstatě neplatný.
Obě manželství zrušil teprve roku 1500 papež Alexandr VI., první nenaplněné manželství po dlouhých dvaceti čtyřech letech a druhé vynucené manželství po deseti letech. Až třetí manželství s Annou bylo právoplatné, ale velmi krátké. Po smrti své manželky upadl Vladislav do melancholie a často zanedbával své vladařské povinnosti. Již se neoženil a přežil ji o deset let.

## Potomci
- Anna (1503–1547), česká, uherská, chorvatská a německá královna

∞ 1521 Ferdinand I. Habsburský
- Ludvík (1506–1526), český, uherský a chorvatský král

∞ 1522 Marie Habsburská

## Genealogie
| Jan I. z Foix-Candalle nar .ok. 1415 zm. ok. 1490r. | Jan I. z Foix-Candalle nar .ok. 1415 zm. ok. 1490r. |                                    |                                    | Markéta de la Pole nar. před 1421 zm. 1485 | Markéta de la Pole nar. před 1421 zm. 1485 |  |  | Gaston IV. z Foix-Grailly nar. 1422 zm. 1472 | Gaston IV. z Foix-Grailly nar. 1422 zm. 1472 |                                            |                                            | Eleonora I. Aragonská nar. 1425r zm. 1479 | Eleonora I. Aragonská nar. 1425r zm. 1479 |
|                                                     |                                                     |                                    |                                    |                                            |                                            |  |  |                                              |                                              |                                            |                                            |                                           |                                           |
|                                                     |                                                     |                                    |                                    |                                            |                                            |  |  |                                              |                                              |                                            |                                            |                                           |                                           |
|                                                     |                                                     | Gaston II. z Foix-Candale zm. 1500 | Gaston II. z Foix-Candale zm. 1500 |                                            |                                            |  |  |                                              |                                              | Kateřina z Foix nar. po 1460 zm. před 1494 | Kateřina z Foix nar. po 1460 zm. před 1494 |                                           |                                           |
|                                                     |                                                     |                                    |                                    |                                            |                                            |  |  |                                              |                                              |                                            |                                            |                                           |                                           |
|                                                     |                                                     |                                    |                                    |                                            |                                            |  |  |                                              |                                              |                                            |                                            |                                           |                                           |
|                                                     |                                                     |                                    |                                    |                                            |                                            |  |  |                                              |                                              |                                            |                                            |                                           |                                           |

|                                                   |                                                   | Vladislav Jagellonský nar.1. 3. 1456 zm. 13. 3. 1516 OO 6. 10. 1502 | Vladislav Jagellonský nar.1. 3. 1456 zm. 13. 3. 1516 OO 6. 10. 1502 | Anna de Foix-Candalle nar. 1484 zm. 1506 | Anna de Foix-Candalle nar. 1484 zm. 1506 |  |  |  |  |
|                                                   |                                                   |                                                                     |                                                                     |                                          |                                          |  |  |  |  |
|                                                   |                                                   |                                                                     |                                                                     |                                          |                                          |  |  |  |  |
| Anna Jagellonská nar. 23. 7. 1503 zm. 27. 1. 1547 | Anna Jagellonská nar. 23. 7. 1503 zm. 27. 1. 1547 | Ludvík Jagellonský nar. 1. 7. 1506 zm. 29. 8.1526                   | Ludvík Jagellonský nar. 1. 7. 1506 zm. 29. 8.1526                   |                                          |                                          |  |  |  |  |